# 퀼리키 사리

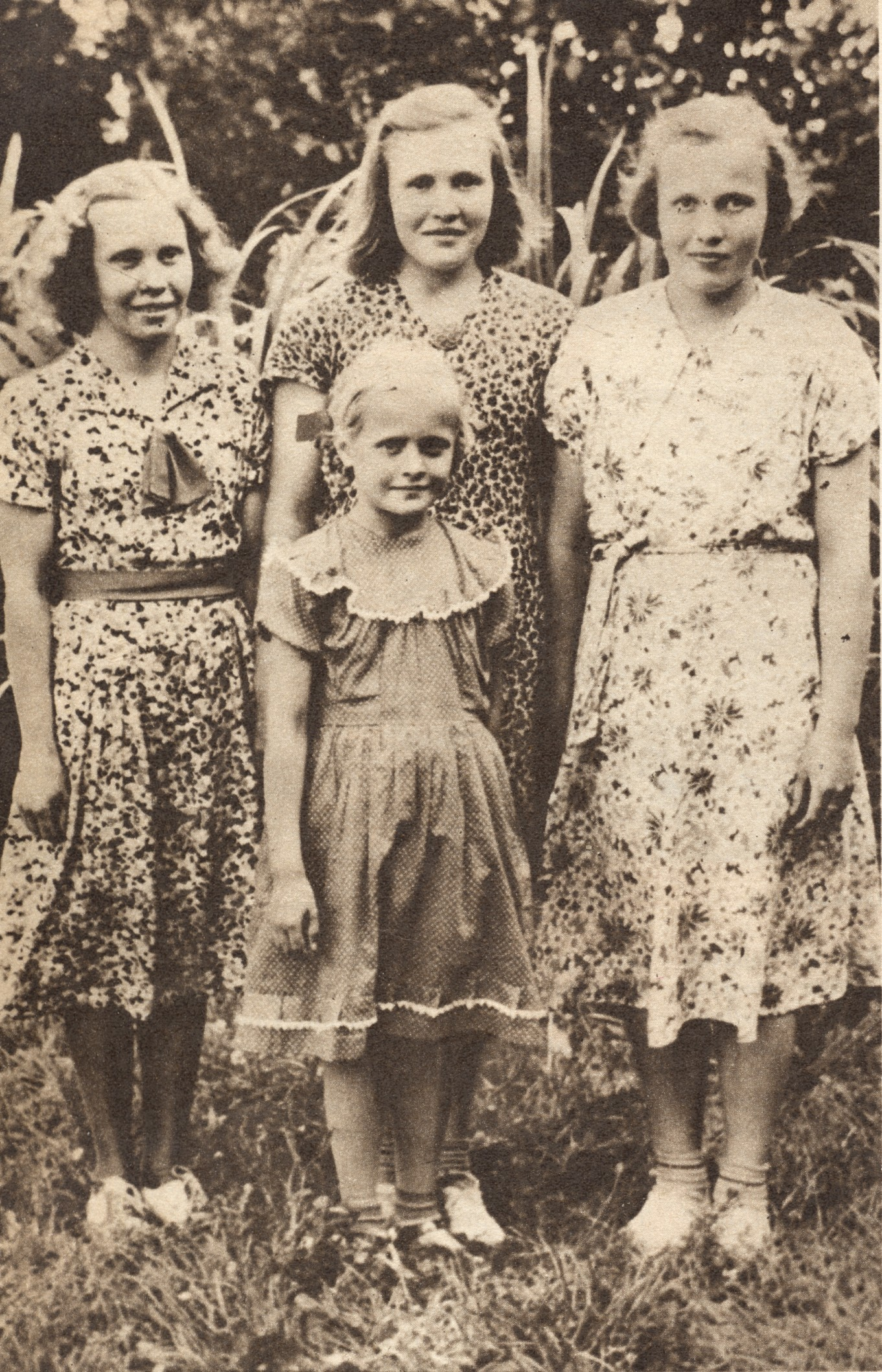
퀼리키 사리(뒷줄 오른쪽)와 그 자매들.

아울리 퀼리키 사리(Auli Kyllikki Saari: 1935년 12월 6일-1953년 5월 17일)는 1953년 핀란드 이소요키에서 살해당한 당시 17세 소녀이다. 퀼리키 사리 피살사건은 핀란드 역사상 가장 악명높은 살인사건으로 꼽히며, 아직도 미제사건으로 남아 있다.
사리는 1953년 5월 17일 이후 살아있는 모습으로 목격되지 않았다. 기도 모임에 갔다가 집으로 자전거를 타고 돌아가는 길에 신원 미상의 누군가에게 공격당한 것으로 생각된다. 당국은 살인자에게 성폭행 의도가 있지 않았나 의심했지만 그것을 뒷받침할 만한 증거는 딱히 발견되지 않았다. 언론 지상을 많이 오르내렸으나 범인은 결국 밝혀지지 않았다. 사리의 시체는 1953년 10월 11일 늪 속에서 발견되었다. 사리의 자전거는 다음 여름에 소택지에서 발견되었다. 1953년 10월 25일 이소요키 교회에서 장례가 진행되었고, 약 25,000 여명이 장례식에 참여했다.